# Chorebus angelicae
Chorebus angelicae är en stekelart som först beskrevs av Nixon 1945.  Chorebus angelicae ingår i släktet Chorebus och familjen bracksteklar. Arten är reproducerande i Sverige. Inga underarter finns listade i Catalogue of Life.